# Minori (기업)
minori(みのり 미노리[*])는 일본의 어덜트 게임 브랜드였다. 코믹스 웨이브의 소프트웨어 사업부였으나 2007년 3월에 실시된 코믹스 웨이브 회사 분할에 맞춰 같은 해 4월 주식회사 minori로써 분리되었다.

## 개요
minori의 이름은 브랜드의 캐치프레이즈인 "We always keep minority spirit."에서 유래한 것으로 보인다.
minori가 제작하는 작품은「군상극」과 「인터랙티브 노벨」이라는 표현 방법을 도입하여 그 뛰어난 영상 표현 방법을 이용한 작품으로 호평을 받고 있다. 그 특성상 작품에 등장하는 여성 캐릭터의 강한 의지가 표현되는 경우가 많다.
소속된 원화가의 그림이 그 브랜드의 타이틀이 되는 것이 에로게 업계에서의 통례이지만, 대부분 매 게임마다 원화가를 바꾸는 드문 브랜드이다. 또, 게임의 오프닝 무비를 신카이 마코토가 제작한 것으로도 잘 알려져 있다.
배경 묘사의 조예가 깊다. 다른 에로게의 배경도 다루고 있으며 스페셜 센스라는 위치설정으로, 스탭 롤 속에 다른 브랜드명이나 소속 스탭의 이름을 쉽게 찾아볼 수 있다.
코믹 마켓에서 한정 상품을 발매할 때에는 긴 주의 사항이나 소개문, 음성에 의한 상품 소개, 실시간으로 이루어지는 재고의 갱신 등 많은 노력을 하고 있다.
2009년 6월 25일부터, 공식 사이트가 일본 외에서는 접속이 불가능하게 되어, 일본 국외에서 접속을 시도했을 경우 영문으로「우리들의 문화를 지키기 위해, 해외로부터의 액세스를 차단했습니다.」라는 식의 메시지가 표시된다. 능욕 게임 규제의 움직임에 따른 항의가 접속 차단의 이유라고 밝히고 있다.
2019년 2월 28일부로 마지막 소프트웨어 제작을 마치고 해체되었다.

## 작품 목록
- 2001년 8월 31일 - BITTERSWEET FOOLS
- 2002년
  - 4월 19일 - Wind -a breath of heart-
  - 12월 27일 - 미풍의 선물―Wind Pleasurable Box-
- 2004년
  - 7월 23일 - 봄의 발소리
  - 11월 5일 - Wind -a breath of heart- Re: gratitude
- 2005년 3월 25일 - ANGEL TYPE("minori feat. Aeris"로서 발매)
- 2006년 3월 31일 - 벚꽃의 울타리 근처 - 봄의 발소리 Pleasurable Box -
- ef - a fairy tale of the two.
  - ef - First Fan Disc（선행 팬 디스크）
    - 2006년
      - 8월 11~13일 코믹 마켓 70에서 선행 발매
      - 8월 25일 일반 발매

  - 2006년 12월 22일 - ef - the first tale. (제1부)
  - 2008년 5월 30일 - ef - the latter tale. (제2부)
- 2009년 9월 18일 - eden*